# Communauté de communes Source de l'Ardèche
La Communauté de communes Source de l'Ardèche était une communauté de communes française située dans le département de l'Ardèche et la région Rhône-Alpes.

## Composition
Elle était composée de dix communes, neuf appartenant au Canton de Thueyts et une (Saint-Pierre-de-Colombier) comprise dans le canton de Burzet :
| Nom                       | Code Insee | Gentilé      | Superficie (km2) | Population (dernière pop. légale) | Densité (hab./km2) |
| ------------------------- | ---------- | ------------ | ---------------- | --------------------------------- | ------------------ |
| Meyras (siège)            | 07156      | Meyrassiens  | 12,31            | 963 (2014)                        | 78                 |
| Astet                     | 07018      | Asténiens    | 34,45            | 38 (2014)                         | 1,1                |
| Barnas                    | 07025      | Barnassiens  | 26,51            | 205 (2014)                        | 7,7                |
| Chirols                   | 07065      | Chirolains   | 6,91             | 254 (2014)                        | 37                 |
| Fabras                    | 07087      | Fabrassous   | 7,52             | 402 (2014)                        | 53                 |
| Jaujac                    | 07107      | Jaujaquois   | 24,27            | 1 163 (2014)                      | 48                 |
| Pont-de-Labeaume          | 07178      | Balmipontins | 4,66             | 580 (2014)                        | 124                |
| Saint-Cirgues-de-Prades   | 07223      |              | 3,48             | 135 (2014)                        | 39                 |
| Saint-Pierre-de-Colombier | 07282      | Colombierois | 9,43             | 411 (2014)                        | 44                 |
| La Souche                 | 07315      | Souchois     | 31,52            | 363 (2014)                        | 12                 |

Au recensement Insee de 2009, la population totale était de 4 396 habitants.

## Historique
La communauté de communes a été créée par arrêté préfectoral, le 21 décembre 2005.

## Sources
- Base Nationale de l'Intercommunalité
- Splaf
- Base aspic